# Cercidiphyllaceae
Cercidiphyllaceae é uma família de plantas angiospérmicas (plantas com flor - divisão Magnoliophyta), pertencente à ordem Saxifragales.
A ordem à qual pertence esta família está por sua vez incluida na classe Magnoliopsida (Dicotiledóneas): desenvolvem portanto embriões com dois ou mais cotilédones.

## Géneros
Apenas um género (Cercidiphyllum) com 2 espécies:
- Cercidiphyllum japonicum
- Cercidiphyllum magnificum